# Naohiro Takahara
Naohiro Takahara (født 4. juni 1979) er en japansk fodboldspiller.

## Japans fodboldlandshold
| Japans landshold | Japans landshold | Japans landshold |
| År               | Kmp              | Mål              |
| ---------------- | ---------------- | ---------------- |
| 2000             | 11               | 8                |
| 2001             | 4                | 0                |
| 2002             | 4                | 1                |
| 2003             | 8                | 2                |
| 2004             | 5                | 1                |
| 2005             | 7                | 2                |
| 2006             | 5                | 3                |
| 2007             | 9                | 6                |
| 2008             | 4                | 0                |
| Total            | 57               | 23               |